# 函館本線
函館本線（日语：／ Hakodate honsen */?）是一條由北海道函館市的函館站起途經長萬部站、小樽站、札幌站連結旭川市的旭川站，屬於北海道旅客鐵道（JR北海道）的鐵路線（幹線）。

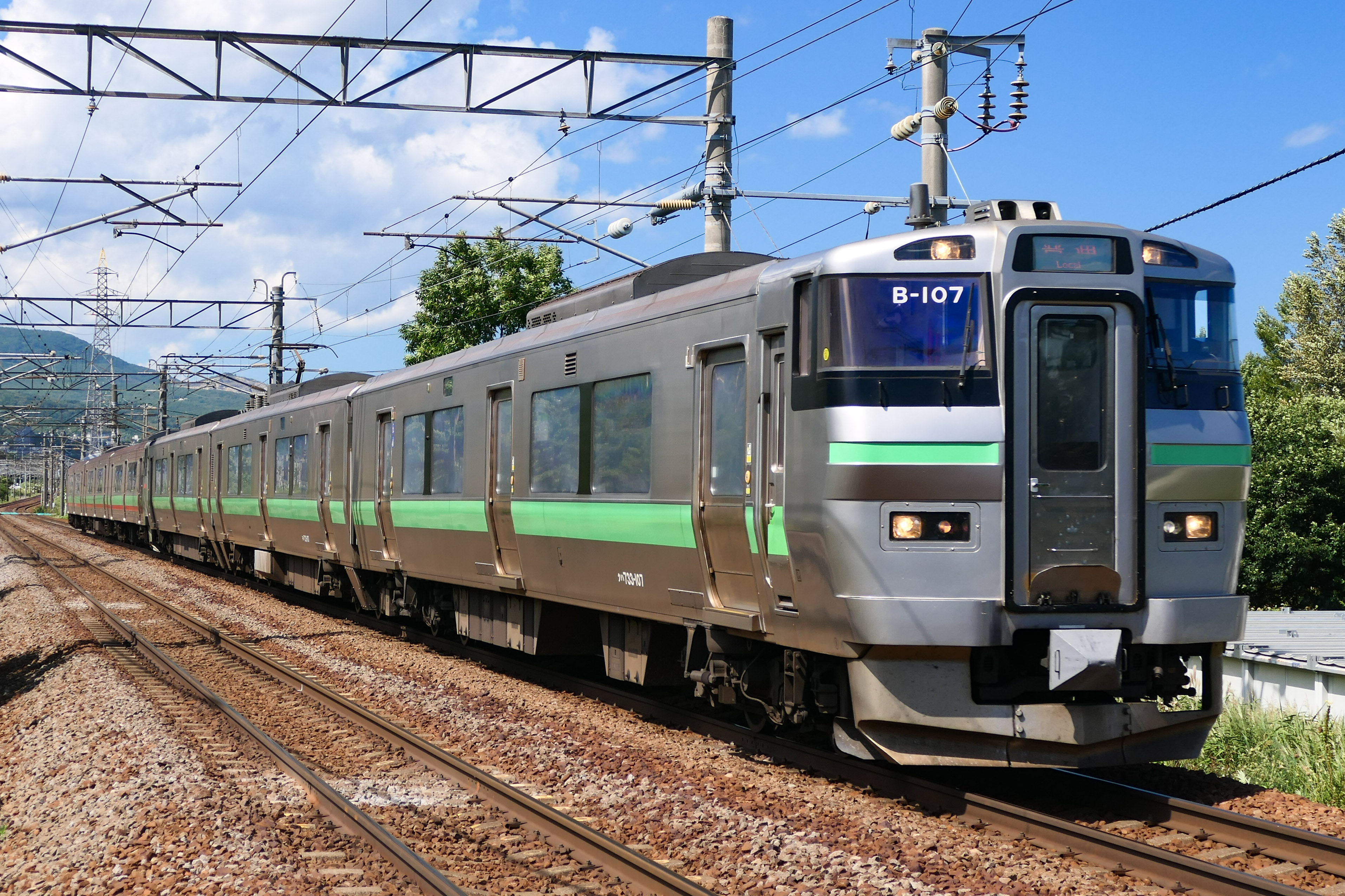
駛入星見站的733系電聯車

## 概要
此線包含北海道歷史最長久的鐵路通車路段，一直以来都擔當北海道與本州聯絡的鐵路運輸骨幹。若包括支線（別線）則總營業距離長達458.4公里，是北海道最長的鐵路；函館站至長萬部站間、長萬部站至小樽站間、小樽站至札幌站至旭川站間，各段的路線特色都有所不同。但現在已沒有由函館站直達旭川站全線運行的列車；現時除了長萬部站至小樽站間以外，全線仍然擔任道內主要幹線的使命。
函館站至長萬部站間連結函館市與札幌市，有特急列車與本州開抵的貨物列車（JR貨物負責運行）的主要路線。現在這些優等、貨物列車在長萬部站以後會途經室蘭本線與千歲線。
另一方面，長萬部站至小樽站間則本地線化。長萬部站起途經室蘭本線、千歲線前往札幌方向的接續路線通稱為「海線」，與之相對的函館本線該路段則稱為「山線」 ，不過「山線」的通稱很久以前已經存在。曾經長萬部站至小樽站至札幌站間較多優特列車採用山線往來，到昭和40年代為止甚至聚集蒸汽機關車C62型蒸汽機車重連牽引急行列車運行。但是此線到小樽站以前都是單線，除此以外連續的陡峭坡度、急彎曲線的線型都對提速不利。與之相對，途經海線雖然要多繞30公里以上，然而由於線形較好，所要時間也較容易縮短，沿線人口也受惠較多。特急列車自從登場以來，已經漸漸將函館站至札幌站間的主要途經路線移到海線，1986年（昭和61年）11月1日起定期的優等列車自山線退出，之後只在有珠山噴火以及海線出現故障時繞道，以及部分旅遊季節的臨時列車以優等列車方式進入山線。
小樽站至旭川站之間已經電氣化（當中，小樽站至瀧川站間更是日本國鐵在道內首先電氣化的路段），連結札幌市與旭川市兩座都市的特急列車，有着道內最多的運行班次，越過旭川後接續至網走市和稚內市等，是JR北海道的最重要路段。同時位於札幌都市圈，小樽站至岩見澤站間較多近距離乘客，包括較多快速和普通列車運行，也是IC乘車卡「Kitaca」的使用範圍。

## 路線資料
※詳細路線圖請參考：函館本線RDT

### 路段
- 北海道旅客鐵道（JR北海道）…第一種鐵道事業者
  - 函館站－大沼公園站－駒岳站－小樽站－旭川站間：423.1公里
  - 大沼站－渡島砂原站－森站間：35.3公里（通稱「砂原線」）
  - 七飯站－大沼站間：下行專用。沒有設定獨自的營業距離。通稱「藤城線」。鐵道要覽沒有記載
- 日本貨物鐵道（JR貨物）…第二種鐵道事業者
  - 五稜郭站（函館貨物站）－長萬部站間：108.9公里
  - 苗穗站－旭川站間：134.6公里
  - 大沼站－渡島砂原站－森站間：35.3公里

北海道旅客鐵道的支社管轄方面，函館站－熱郛站間由函館支社管轄（包括砂原支線）、目名站－瀧川站間由本社鐵道事業本部管轄、江部乙站－旭川站間由旭川支社管轄。

### 設施
- 軌距：1,067毫米（窄軌）
- 站數：91個（包括起終點站）
  - 一般站：4個（苗穗站、茶志內站、瀧川站、近文站）[注釋 3]。
  - 旅客站：85個
  - 貨物站：2個（札幌貨物總站、函館貨物站）
    - 包括起終點站的所有車站都屬於函館本線[注釋 4]。
- 信號場數：4個[1]
- 電氣化
  - 交流電20,000 V、50 Hz（高架電車線）
    - 函館站－新函館北斗站間（17.9公里）
    - 小樽站－旭川站間（170.6公里）

  - 其餘路段非電氣化（日语：非電化）。
- 單線、複線
  - 單線路段：
    - 七飯站－森站間（8字路段）
    - 鷲之巢信號場－山崎站間（鄰站）
    - 黑岩站－北豐津信號場間（鄰站）
    - 長萬部站－小樽站間

  - 複線路段：
    - 函館站－七飯站間
    - 森站－鷲之巢信號場間
    - 山崎站－黑岩站間（鄰站）
    - 北豐津信號場－長萬部站間
    - 小樽站－旭川站間
      - 但是桑園站－札幌站間另外還有札沼線的單線併設，是三線。
      - 同時札幌站－白石站間另外還有千歲線的複線併設，是四線。按方向運行。
- 閉塞方式
  - 自動閉塞式 下記以外的路段
  - 特殊自動閉塞式（電子符號照查式） 長萬部站－小樽站間
- 最高速度（截至2014年8月30日）：
  - 120公里/小時（函館站－長萬部站間、小樽站－旭川站間）
  - 95公里/小時（大沼站－渡島砂原站－森站間、長萬部站－小樽站間）
- 保安裝置：
  - ATS-DN …函館站－長萬部站間、小樽站－旭川站間
  - ATS-SN …所有車站（包括ATS-DN併用路段）
- 最大坡度：22.3 ‰（新函館北斗站－大沼站間等）

## 歷史
函館本線是北海道鐵路運輸的發源路線，最早的歷史可以回溯到1880年時，由官營幌內鐵道首度修築，起訖為手宮（位於小樽市境內，已廢站）- 札幌之間，1882年時延長至三笠市境內的幌內。由于经营不善1889年北海道炭礦鐵道接收了官營幌内鐵道的路線經營權，1892年将路线延申至空知太 （位于今砂川 - 泷川之间）。另外旭川 - 空知太之間最初由北海道官設鐵道建造，於1898年開通。之後北海道鐵道（此處指初代北海道鐵道與日後修築千歲線的第二代北海道鐵道並非同一家公司），開始鋪設函館 - 南小樽鐵路，并自1902年開始陸續通車。
1905年4月1日北海道官設鐵道編入遞信省鐵道作業局 (國有鐵道)，同年8月1日函館 - 旭川全線通車。1906年《鐵道國有法》頒行，北海道炭礦鐵道的小樽站（初代）－空知太站間國有化，1907年日本政府收購北海道鐵道，而成為國有鐵道線的一部份，函館 - 旭川全線國有化。
在第二次世界大戰期間，為了強化物資的輸送能力，特別針對大沼 - 渡島砂原 - 森幾個車站之間因為駒岳（駒ヶ岳）的阻礙而過大的縱向坡度，而特別在本線之外修築了一條繞路的支線。在路線修築當時同區間之內存在的渡島海岸鐵道（森 - 砂原）與大沼電鐵（新銚子口 - 鹿部）兩條私鐵路線，則在此路線建設的同時被官方收購、廢線。
與本州上的鐵道路線主要是以英國鐵路系統作為參考的作法不同，北海道地區的鐵路建設主要是參考美式設計，並輸入不少美式的蒸汽動力車頭。二戰前北海道鐵路透過青函渡輪與稚泊渡輪連接本州、庫頁島，由於小樽地區沒落、室蘭地區工業化崛起，北海道政經中心轉移至札幌，室蘭本線、千歲線線路改良，取代函館本線，1961年北海道最初的特急列車第一代大空號列車便取道室蘭本線、千歲線。之後新開的優等列車都取道室蘭本線、千歲線，到1986年北海號停止運營，長万部 - 札幌間的優等列車全部廢止。
1960年日本國鐵開始實施電氣化計畫，但是函館本線只有小樽 - 旭川在1968~1969年完成進行電氣化。1994年時，函館本線上最後一條盲腸線（只有一端與主要鐵路線相連的支線鐵路）——上砂川支線因為利用的旅客數量過少而被廢線。2016年配合北海道新幹線開通，新函館北斗 - 函館電氣化，並開設函館Liner列車接駁旅客。

### 年表

#### 官營幌內鐵道→北海道炭礦鐵道幌內線
手宮站－南小樽站間的歷史參見手宮線，岩見澤站－幌內站間的歷史參見幌內線
- 1880年（明治13年）
  - 11月18日：開運町站（現在的南小樽站）－輕川站（現在的手稻站）間作為官營幌內鐵道試營運。
  - 11月28日：官營幌內鐵道的手宮站－開運町站－札幌站間臨時營運。新設手宮、開運町、朝里、錢函、輕川、琴似、札幌車站。
- 1881年（明治14年）5月22日：開運町站改名為住吉站。
- 1882年（明治15年）11月13日：伴隨札幌站－岩見澤站延伸通車，官營幌內鐵道的手宮站－幌內站間全線通車。同段新設立江別、幌向太、岩見澤等旗站。
- 1883年（明治16年）：幌向太旗站改為一般站，並改名為幌向站。
- 1884年（明治17年）8月15日：岩見澤旗站廢除，新設岩見澤站。
- 1889年（明治22年）
  - 11月3日：新設野幌站。
  - 12月11日：官營幌內鐵道事業讓渡予北海道炭礦鐵道，成為北海道炭礦鐵道幌內線。
- 1891年（明治24年）7月5日：岩見澤站－砂川站間延伸通車，該線新設峰延、美唄、奈井江、砂川等各站。
- 1892年（明治25年）2月1日：砂川站－空知太站間延伸通車，該線新設空知太站。
- 1894年（明治27年）8月1日：新設厚別站。
- 1898年（明治31年）7月16日：北海道官設鐵道上川線的空知太站－旭川站開始營業。同時，砂川站－空知太站間路段租予北海道官設鐵道。空知太站停用（只限作為兩者的接續點存續）。
- 1900年（明治33年）6月11日：住吉站改稱小樽站（初代）。北海道炭礦鐵道與北海道官設鐵道開始運行手宮站－旭川站間的直通列車。
- 1903年（明治36年）4月21日：新設白石站。
- 1905年（明治38年）10月8日：新設張碓站。
- 1906年（明治39年）
  - 9月8日：北海道炭礦鐵道與北海道鐵道（初代）開始運行函館站－札幌站的直通列車。
  - 10月1日：北海道炭礦鐵道的小樽站（初代）－空知太站間國有化。

#### 北海道官設鐵道上川線
- 1898年（明治31年）7月16日：北海道官設鐵道（日语：北海道官設鉄道）上川線的空知太站－旭川站間開始營業。新設瀧川、江部乙、妹背牛、深川、納内、伊納、旭川等各站以及伊納信號停車場。同時北海道炭礦鐵道租用砂川站－空知太站間路段。
- 1900年（明治33年）
  - 5月11日：伊納信號停車場改為車站。
  - 6月11日：北海道炭礦鐵道與北海道官設鐵道開始運行手宮站－旭川站的直通列車。
- 1901年（明治34年）12月5日：新設神居古潭簡易乘降場。
- 1905年（明治38年）4月1日：北海道官設鐵道編入鐵道作業局（國有鐵道）。

#### 北海道鐵道
- 1902年（明治35年）
  - 12月10日：北海道鐵道的函館站（初代）－本郷站與然別站－蘭島站間開始營業。該線新設函館（初代）、桔梗、七飯、本鄉、然別、仁木、余市、蘭島等各站。
- 1903年（明治36年）
  - 6月28日：北海道鐵道的本鄉站－宿野邊－森站間，山道站－然別站間與蘭島站－小樽中央站（現在的小樽站）間延伸通車。該線新設大沼（初代）、宿野邊、森、山道[注釋 5][注釋 6]、鹽谷、小樽中央等各站。
  - 11月3日：北海道鐵道（初代）的森站－熱郛站間延伸開業。該線新設石倉、野田追、山越內、八雲、黑岩、國縫、長萬部、二股、黑松内、熱郛等各站。
- 1904年（明治37年）
  - 7月1日：北海道鐵道（初代）的函館站（2代）－函館站（初代）延伸通車。新設函館站（2代）。函館站（初代）改稱龜田站。
  - 7月18日：北海道鐵道（初代）的小澤站－山道站延伸通車。新設小澤站，山道站廢除。
  - 10月15日：歌棄站－小澤站延伸通車，北海道鐵道（初代）的函館站－高島站全線通車。該線新設赤井川、山崎、紋別、蕨岱、磯谷、蘭越、昆布、真狩、比羅夫、倶知安等各站。宿野邊站改稱駒岳站，山越內站改稱山越站，熱郛站改稱歌棄站，蘭島站改稱忍路站，小樽中央站改稱高島站。
- 1905年（明治38年）
  - 1月29日：新設銀山站。
  - 8月1日：北海道鐵道（初代）的高島站－小樽站（初代）間延伸開業，函館站－旭川站全線通車。小樽站（初代）可與北海道炭礦鐵道接續。
  - 9月15日：北海道官設鐵道、北海道炭礦鐵道、北海道鐵道（初代）之間開始旅客、小行李、貨物的聯絡運輸。
  - 12月15日：歌棄站改稱熱郛站，磯谷站改稱目名站，真狩站改稱狩太站，忍路站改稱蘭島站，高島站改稱小樽中央站。
- 1906年（明治39年）9月8日：北海道炭礦鐵道與北海道鐵道（初代）開始運行函館站－札幌站間的直通列車。
- 1907年（明治40年）7月1日：北海道鐵道（初代）的函館站－小樽站（初代）間國有化。

#### 渡島海岸鐵道
- 1927年（昭和2年）12月25日：渡島海岸鐵道（日语：渡島海岸鉄道）東森臨時停車場－砂原站間開始營業。設置東森臨停車場、尾白內、掛澗、砂原等各站。
- 1928年（昭和3年）9月13日：渡島海岸鐵道的森站－東森站間延伸開業。東森臨時停車場廢除。
- 1934年（昭和9年）
  - 7月1日：新設東森站。
  - 12月25日：移動尾白內站。
- 1936年（昭和11年）7月1日：新設新川、尾白內學校裏、押出、度杭崎等各停留所。
- 1938年（昭和13年）1月：新設東掛澗停留所。
- 1945年（昭和20年）1月25日：渡島海岸鐵道（日语：渡島海岸鉄道）的森站－砂原站間由運輸遞信省收購並國有化。作為函館本線支線的森站－渡島砂原站間開業。新川、尾白內學校裏、押出、東掛澗、度杭崎等各停留所廢除。

#### 國有鐵道（官設鐵道）
- 1905年（明治38年）
  - 4月1日：北海道官設鐵道的空知太站－旭川站間編入鐵道作業局（國有鐵道）。同時租借砂川站－空知太站間路段。神居古潭簡易乘降場升級為車站。
- 1906年（明治39年）10月1日：北海道炭礦鐵道的小樽站－空知太站間國有化。小樽站（初代）－旭川站間成為官設線。
- 1907年（明治40年）
  - 7月1日：北海道鐵道（初代）的函館站－小樽站（初代）間國有化。函館站－旭川站間成為官設線。
  - 11月25日：新設上幌向站。
- 1908年（明治41年）
  - 5月1日：龜田站由一般站改為貨物站。
  - 5月25日：新設大沼公園站。
  - 8月8日－17日：北海道競馬會舉辦賽馬活動，桑園站－札幌站間短暫設置北五條臨時乘降場。原先預定只限8月5、6、15、16日的4日開設，但因為雨天而在8月8日也有營業。
- 1909年（明治42年）
  - 8月25日：錢函站－札幌站間複線化。
  - 8月26日：野幌站－江別站間複線化。
  - 9月26日：龜田車站休止。
  - 10月12日：根據國有鐵道路線名稱（日语：国鉄・JR線路名称一覧）制定，函館站－旭川站間是函館本線，手宮站－小樽站（初代）間是手宮線，岩見澤站－幌內站間與幌内太站－幾春別站間是幌内線。
  - 12月6日：札幌站－野幌站間與江別站－岩見澤站間複線化。
- 1910年（明治43年）
  - 5月1日：小樽站（初代）－朝里站間複線化。
  - 5月16日：新設苗穂站。
  - 11月21日：新設小樽築港站。
- 1911年（明治44年）
  - 1月11日：近文信號所升級為車站。
  - 6月20日：朝里站－錢函站間複線化。
  - 8月5日：新設落部站。
  - 9月1日：龜田站廢除。新設五稜郭站。
- 1913年（大正2年）
  - 7月19日：琴似站－桑園站間的競馬場前臨時乘降場開業。
  - 8月1日：開設姬川信號所。
  - 9月21日：新設上目名站。
- 1914年（大正3年）10月1日：紋別站改稱中之澤站。
- 1916年（大正5年）7月15日：新設茶志內站。
- 1919年（大正8年）：新設東岡信號場。
- 1920年（大正9年）
  - 6月15日：大沼站（初代）改稱軍川站，大沼公園站改稱大沼站（2代）。
  - 7月15日：中央小樽站改稱小樽站（2代），小樽站（初代）改稱南小樽站。
- 1922年（大正11年）4月1日：姬川信號所改稱姬川信號場。
- 1923年（大正12年）12月17日：岩見澤－東岡信號場間複線化。
- 1924年（大正13年）
  - 5月31日：東岡信號場－美唄站間複線化。
  - 6月1日：新設桑園站。競馬場前臨時乘降場廢除。
- 1925年（大正14年）10月20日：美唄站－奈井江站間複線化。
- 1926年（大正15年）
  - 8月1日：砂川站－上砂川站間的支線（上砂川支線）開始營業。新設上砂川車站。
  - 12月1日：奈井江站－砂川站間複線化。
- 1930年（昭和5年）3月20日：森站－石倉站間開設石谷信號場。
- 1931年（昭和6年）12月1日：美唄站－南美唄站間的貨物支線（南美唄支線）開始營業。該路段新設南美唄站。
- 1932年（昭和7年）7月1日：小樽築港站－濱小樽站間的貨物支線開始營業。新設（貨）濱小樽站。
- 1936年（昭和11年）9月15日：開設仁山信號場。
- 1940年（昭和15年）9月15日：砂川站－瀧川站間開設空知太信號場。
- 1941年（昭和16年）12月15日：函館站－五稜郭站間複線化。
- 1942年（昭和17年）
  - 2月10日：開設豐沼信號場。
  - 4月1日：本郷站改稱渡島大野站。
- 1943年（昭和18年）
  - 2月26日：開設東山信號場。
  - 9月30日：仁山站－軍川站間開設小沼信號場。
- 1944年（昭和19年）
  - 1月25日：美唄站－南美唄站間的支線（南美唄支線）開始旅客營業。
  - 2月1日：姬川站－森站間開設森川信號場。
  - 7月1日：開設北豐津信號場。
  - 9月1日：開設鷲之巢信號場。
  - 9月10日：開設本石倉信號場。
  - 9月30日：五稜郭站－桔梗站間複線化。開設桂川信號場。
- 1945年（昭和20年）
  - 1月25日：渡島海岸鐵道的森站－砂原站間由運輸遞信省收購並國有化。作為函館本線支線的森站－渡島砂原站間開業。該路段新設渡島砂原、掛澗、尾白內、東森等各站。砂原站改稱渡島砂原站。新川、尾白內學校裏、押出、東掛澗、度杭崎等各停留所廢除。
  - 6月1日：軍川站（現在的大沼站）－渡島砂原站間的支線延伸通車，軍川站－森站的支線全線通車。該路段新設池田園、銚子口、鹿部等各站與渡島沼尻信號場（臨時乘降場）。銚子口站－鹿部站間新設新本別信號場。
  - 7月20日：石倉站－野田追站間複線化。
  - 12月1日：森川信號場廢除。
- 1946年（昭和21年）4月1日：石谷信號場升級為車站。
- 1947年（昭和22年）2月20日：豐沼信號場升級為車站。
- 1948年（昭和23年）
  - 7月1日：小沼信號場廢除。
  - 11月5日：新設光珠內臨時乘降場。
  - 12月1日：上砂川支線新設鶉臨時乘降場。
- 1949年（昭和24年）
  - 2月20日：鹿部站改稱鷹待站。
  - 6月1日：伴隨日本國有鐵道法施行，移管至日本國有鐵道（國鐵）。
  - 8月1日：東山信號場升級為臨時乘降場、新本別信號場升級為車站（廢除日期不詳）。
- 1950年（昭和25年）
  - 1月25日：近文站－旭川大町站間的貨物支線開業，該路段新設（貨）旭川大町站。新設大中山站。
  - 2月1日：砂川站－空知太信號場間複線化。
- 1952年（昭和27年）
  - 4月10日：新設光珠內站。
  - 11月15日：輕川站改稱手稻站。
- 1953年（昭和28年）10月1日：上砂川支線的鶉臨時乘降場升級為車站。
- 1956年（昭和31年）
  - 10月20日：空知太信號場－瀧川站間複線化。空知太信號場升級為臨時乘降場（廢除日期不詳）。
  - 11月1日：新設豐幌站。
  - 12月20日：鷹待站改稱鹿部站。
- 1958年（昭和33年）12月10日：落部站－野田追站間單線化。
- 1959年（昭和34年）
  - 5月1日：上砂川支線新設下鶉臨時乘降場。
  - 10月1日：野田追站改稱野田生站。
  - 12月15日：桑園站－札幌市場站間的貨物支線開始營業。新設（貨）札幌市場站。
  - 12月18日：上砂川支線的下鶉臨時乘降場升為車站。該支線新設東鶉站。
- 1961年（昭和36年）10月1日：瀧川站－江部乙站間新設深澤信號場，神居古潭站－伊納站間新設春志內信號場。
- 1962年（昭和37年）
  - 7月25日：熊之湯信號場－軍川站間複線化。仁山站－軍川站間新設熊之湯信號場。
  - 9月4日：桔梗站－七飯站間複線化。
- 1964年（昭和39年）
  - 5月1日：大沼站（2代）改稱大沼公園站。
  - 6月1日：軍川站改稱大沼站（3代）。
  - 9月27日：小樽站－南小樽站間高架化。
  - 10月1日：深川站－納內站間複線化。
- 1965年（昭和40年）
  - 8月12日：小樽站－南小樽站間複線化。
  - 9月27日：中之澤站－長萬部站間複線化。
  - 9月29日：深澤信號場－江部乙站間，妹背牛站－深川站間複線化。
- 1966年（昭和41年）
  - 9月24日：山崎站－黑岩站間，江部乙站－妹背牛站間複線化。
  - 9月27日：瀧川站－深澤信號場間複線化。深澤信號場廢除。
  - 9月28日：國縫站－函館起計105.911公里地點（國縫站－中之澤站間）複線化。
  - 10月1日：七飯站－大沼站間的別線（藤城線）開始營業。熊之湯信號場廢除。
  - 12月15日：新設大麻站。
  - 12月25日：函館起計105.911公里地點－中之澤站間複線化。
- 1968年（昭和43年）
  - 4月1日：狩太站改稱二世古站。
  - 8月28日：小樽站－瀧川站間電氣化（交流電20,000V 50Hz）。
  - 9月21日：落部站－野田生站間再次複線化。
  - 9月28日：近文站－旭川站間複線化。
  - 10月1日：白石站－東札幌站間的貨物支線開始營業。新設新札幌站（初代、貨物站）。
- 1969年（昭和44年）
  - 8月29日：野田生站－山越站間複線化。
  - 9月26日：山越站－八雲站間複線化。
  - 9月30日：伴隨納內站－近文站間複線化而改道，神居古潭站、春志內信號場廢除。
  - 10月1日：瀧川站－旭川站間電氣化（交流電20,000V 50Hz）。
- 1970年（昭和45年）9月25日：北豐津信號場－國縫站間複線化。
- 1971年（昭和46年）
  - 8月3日：美唄站－南美唄站間的支線（南美唄支線）停止旅客營業。
  - 9月21日：桂川站－石谷站間複線化。
- 1973年（昭和48年）
  - 7月16日：新札幌站（初代、貨物站）改稱札幌貨運總站。
  - 9月9日：美唄站－南美唄站間的貨物支線（南美唄支線）廢除。南美唄站廢除。
  - 9月10日：伴隨千歲線的北廣島站－苗穗站間改道，與該線的接續站由苗穗站改為白石站。同時，舊千歲線的東札幌站－月寒站間成為函館本線的貨物支線，該線的月寒、東札幌等各站編入函館本線。
  - 12月11日：本石倉站－石倉站間複線化。本石倉信號場升級為臨時乘車場。
- 1974年（昭和49年）10月31日：石谷站－本石倉站間複線化。
- 1976年（昭和51年）10月1日：東札幌站－月寒站間的貨物支線廢除。月寒站廢除。
- 1978年（昭和53年）
  - 10月2日：桑園站－札幌市場站間、近文站－旭川大町站間的兩條貨物支線廢除。札幌市場、旭川大町等各站廢除。
- 1979年（昭和54年）9月27日：森站－桂川站間複線化。
- 1984年（昭和59年）
  - 2月1日：小樽築港站－濱小樽站間的貨物支線廢除。濱小樽站廢除。
  - 3月31日：上目名站廢除。
  - 9月20日：新設森林公園站。
  - 11月19日：八雲站－鷲之巢站間複線化。
- 1985年（昭和60年）10月1日：新設星置站。
- 1986年（昭和61年）11月1日：白石站－東札幌站間的支線（貨物線）廢除。東札幌站廢除。新設發寒站。新設稻穂、稻積公園、發寒中央、高砂等各臨時乘降場。

#### 民營化之後
- 1987年4月1日：伴隨國鐵分割民營化，北海道旅客鐵道以第一種鐵道事業者繼承全線。同時日本貨物鐵道在函館站－大沼公園站－長萬部站間，手稻站－旭川站間，大沼站－渡島砂原站－森站間（砂原支線）與砂川站－上砂川站間（上砂川支線）成為第二種鐵道事業者。長萬部站－手稻站間停止貨物營業。東山、本石倉等各假乘降場，稻穗、稻積公園、發寒中央、高砂等各臨時乘車場，仁山、姬川、桂川、鷲之巢、北豐津、渡島沼尻等各信號場全部升級為車站。
- 1988年：

- 3月13日：伴隨海峽線開始營業，函館站－五稜郭站間電氣化（交流電20,000V 50Hz）。旭川站的讀法由「あさひがわ」改為「あさひかわ」。
- 11月3日：琴似站－札幌站間高架化，札幌站－苗穗站間複複線化。琴似站－苗穗站間的高架化完工。

- 1990年：

- 3月10日 砂川站－上砂川站間（上砂川支線）開始一人控制運行。
- 9月1日：張碓站改為臨時站。

- 1994年：

- 5月16日：砂川站－上砂川站間的支線（上砂川支線）廢除，轉換至北海道中央巴士。下鶉、鶉、東鶉、上砂川等各站廢除。
- 11月1日：桑園站－札幌站間三線化。

- 1995年3月16日：新設星見站。函館站－長萬部站－小樽站間、瀧川站－旭川站間開始一人控制運行（只限柴油車的普通列車，包括快速「アイリス」）。
- 1998年：

- 2月25日：小樽站－旭川站間引入自動進路制御裝置（PRC）。
- 7月1日：張碓站全年休止。

- 2002年：

- 4月1日：JR貨物函館站－五稜郭站間（3.4公里）的第二種鐵道事業廢除。
- 4月27日：流山溫泉站開業。

- 2006年：

- 3月18日：張碓站廢站。
- 4月1日：JR貨物廢除手稻站－苗穗站間（12.8公里）的第二種鐵道事業。

- 2007年10月1日：全線實施車站編號。
- 2008年10月25日：小樽站－岩見澤站間引入IC乘車券「Kitaca」。
- 2010年10月10日：旭川站高架化。
- 2011年10月23日：野幌站高架化。
- 2013年3月21日：五稜郭站－渡島大野站間電氣化工程開工（開工儀式在4月20日舉行）。
- 2016年3月26日：隨北海道新幹線的新青森站－新函館北斗站間開業，渡島大野站改稱新函館北斗站。五稜郭站－新函館北斗站間電氣化（交流電20,000V 50Hz），該路段新設新幹線接駁列車「函館Liner」。
- 2017年3月4日：東山站、桂川站、蕨岱站廢除。姬川站、北豐津站降級為信號場姬川信號場、北豐津信號場。
- 2021年3月15日：伊納站廢站。
- 2022年3月12日：本線上的石谷站、本石倉站、砂原支線上的池田園站、流山溫泉站及銚子口站遭廢站[2][3]。
- 2024年3月16日：函館站 - 新函館北斗站之間、岩見澤站 - 旭川站之間開始可以使用IC卡「Kitaca」[4][5]。岩見澤站 - 滝川站之間開始行駛一人列車[6]。中之澤廢站。
- 2024年10月16日凌晨，森站至石谷信号场区间發生货运列车出轨事故，造成线路中断至11月19日，原因或系鐵軌腐蝕。[7][8][9]

## 使用車輛
- JR北海道721系電聯車
- JR北海道731系電聯車

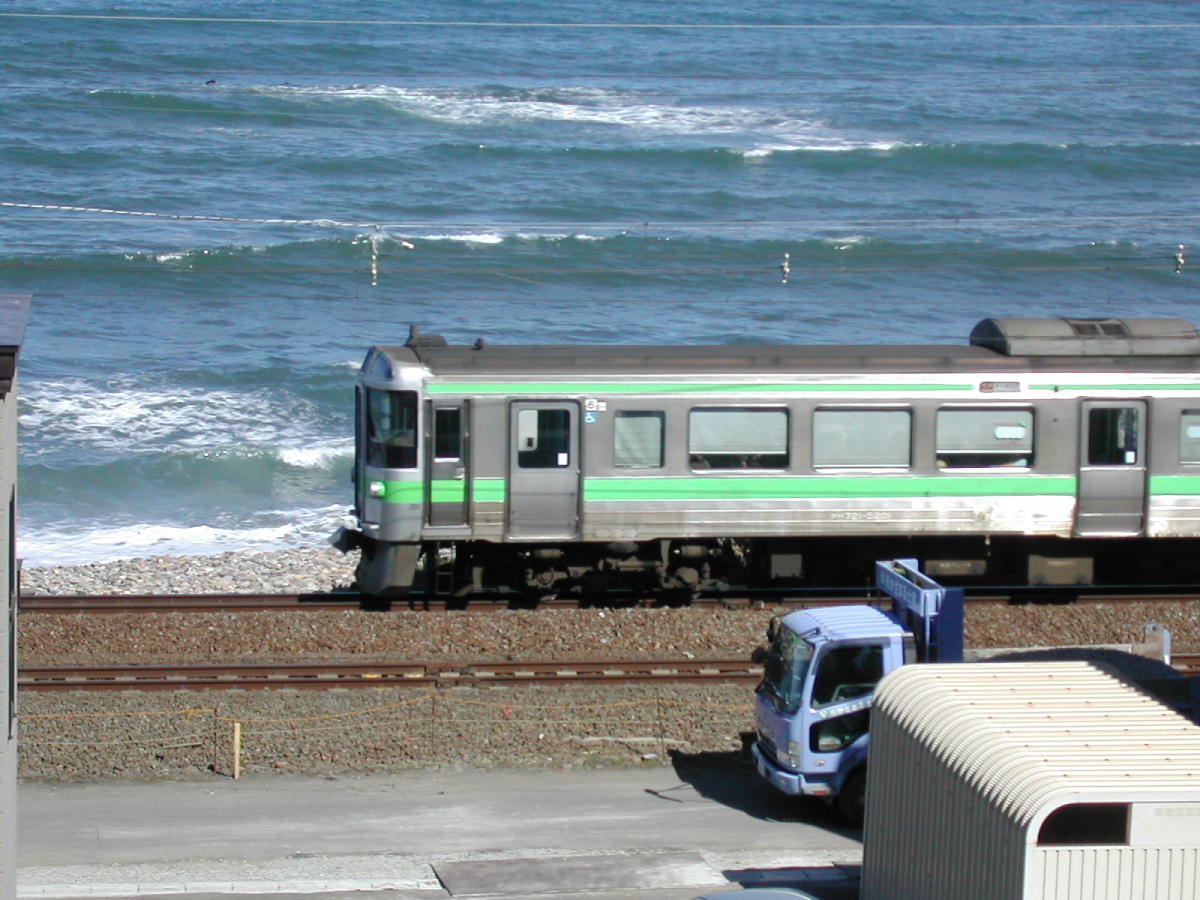
721系在朝里站附近

- JR北海道733系電聯車（日语：JR北海道733系電車）
- JR北海道735系電聯車（日语：JR北海道735系電車）
- JR北海道789系電聯車：特急「超級白鳥」
- Kiha40系
- Kiha54型
- Kiha150型
- KiHa183型：特急「鄂霍次克」
- JR北海道Kiha 201系柴聯車
- JR北海道Kiha 261系柴油動車組：特急「宗谷」、「北斗」
- JR北海道Kiha 281系柴聯車：特急「北斗」
- JR北海道H100型柴聯車

## 運行形態

### 優等列車

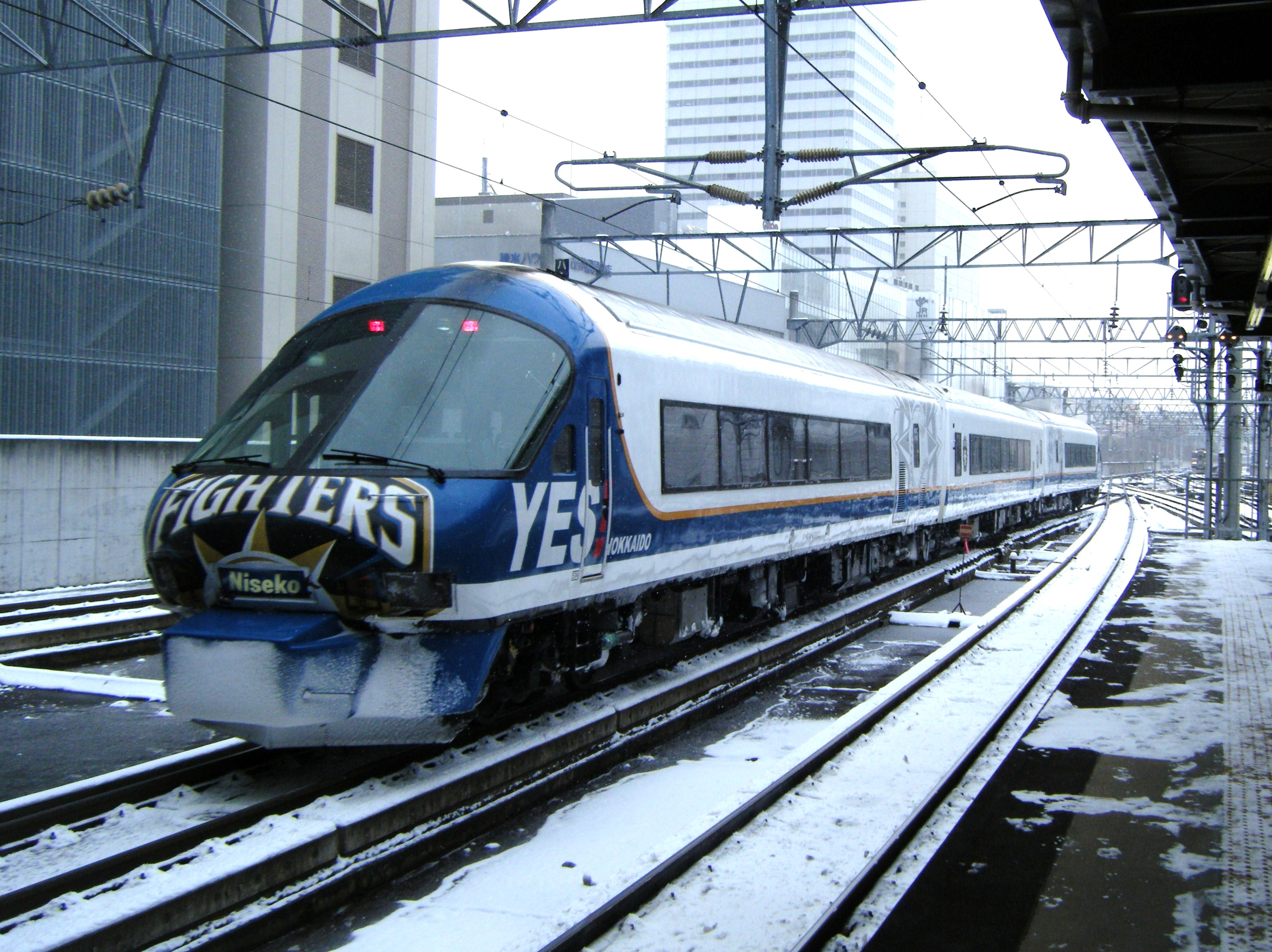
臨時季節列車「二世谷滑雪特快」

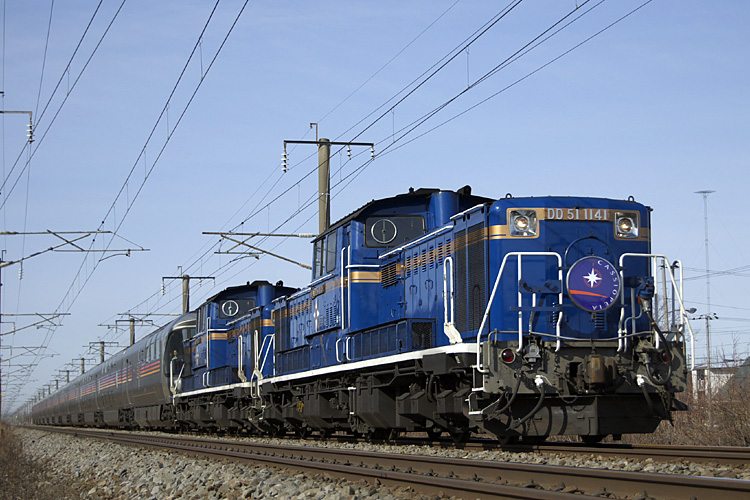
仙后座號

行走於函館本線上的列車如下（不含部分季節性行駛的特殊列車）：
- 函館 - 新函館北斗間：
  - 函館Liner（はこだてラインー）：往返函館和北海道新幹線新函館北斗站的連絡列車，設有快速和普通班次。
- 函館 - 長萬部 與 白石 - 札幌間：
  - 北斗號：行駛於函館與札幌兩市之間，連接道南與道央兩地區，以及道央轉乘北海道新幹線的主要特急列車。
- 蘭越、俱知安 - 札幌間：
  - 二世谷快車（ニセコライナー）：行駛於蘭越 - 札幌 (晨間)以及札幌 ～ 俱知安 (傍晚)之間，一天只有一班往返的上下班快車（ライナー，Liner），屬快速列車等級。
- 手稻 - 札幌間：
  - Home Liner（ホームライナー）：行駛於手稻與札幌間的特急列車出廠班次。
- 小樽 - 札幌 - 白石間：
  - 機場號（エアポート）：行駛於小樽與新千歲機場之間的機場快車。
- 札幌 - 白石間：
  - 鈴蘭號（すずらん）：行駛於室蘭與札幌間的特急列車。
  - 大空號（おおぞら）：行駛於札幌與釧路之間，溝通道央與道東地區的特急列車。
  - 十勝號（とかち）：行駛於札幌與帶廣之間的特急列車。
- 札幌 - 旭川間：
  - 神威號（カムイ）、丁香號（ライラック）：連接札幌與旭川兩大城的特急列車。
  - 宗谷號：行駛於札幌與北海道最北城市稚內之間的特急列車。
  - 鄂霍次克號（オホーツク）：行駛於札幌與網走之間的特急列車。

#### 不再途經函館本線的優等列車
- 佐呂別號（サロベツ）：原為路線與超級宗谷號相同但在夜間發車的夜行特急列車，2016年縮短至旭川 - 稚內，不再途經函館本線，與此同時其中一班超級宗谷號列車也改為佐呂別號（另一班亦易名為宗谷號）。

#### 已停駛的優等列車
- 函館 - 五稜郭間：
  - 白鳥號與超級白鳥號：行駛於青森與函館之間，連接本州與北海道之間的特急列車，2016年北海道新幹線通車後停駛。
- 函館 - 長萬部間：
  - 鳶尾花號（アイリス）：行駛於函館與長萬部兩城市之間的快速列車，2000年取消往長萬部方向的班次，2016年全面取消。
- 函館 - 小樽 - 札幌間：
  - 北海號：原為經行駛於函館經長萬部、小樽、札幌往返旭川的特急列車，1981年縮短至札幌，1986年全面取消，但曾於2001與2006年作為臨時列車行走於函館 - 小樽 - 札幌間。
- 函館 - 長萬部 與 白石 - 札幌間：
  - 北斗星號：行駛於東京上野車站與札幌之間的臥舖特急列車，2015年停駛。
  - 仙后座號（カシオペア）：行駛於東京上野車站與札幌之間的臥舖特急列車，2016年停駛，此後或會以臨時團體列車恢復運行。
  - 黃昏特快號（トワイライトエクスプレス）：行駛於大阪與札幌之間的臥舖特急列車，2015年停駛。
  - 濱梨號（はまなす）：行駛於青森與札幌之間的夜行急行列車，2016年停駛。
- 札幌 - 白石間：
  - 毬藻號（まりも）：行駛於札幌與釧路之間的夜行特急列車，2008年停駛，但曾於2012年作為臨時列車行走於札幌與釧路間。
- 札幌 - 旭川間：
  - 超級白箭號（スーパーホワイトアロー）：連接札幌與旭川兩大城的L特急列車，2007年與超級神威號（今神威號）合併。
  - 利尻號：路線與超級宗谷號（今宗谷號）相同但只在夏季期間發車的季節特急列車，2007年停駛。
  - 天北號：急行列車，路線與宗谷號大致相同，但音威子府-稚內間改行天北線（原為宗谷本線舊線），1989年天北線廢線後與宗谷號合併。
- 小樽 - 札幌 - 江別、岩見澤、瀧川間：
  - 石狩快車（いしかりライナー）：行駛於小樽與岩見澤之間，用來溝通札幌周邊都會區旅運的區間快速列車。

### 普通列車

#### 函館 - 長萬部
本段以函館為中心，有函館 - 長萬部的全區間列車，以及區間列車，越接近函館列車頻率越高，例如：函館 - 新函館北斗每小時約有2~3對列車 (包括優等列車)，遠離函館則相反，例如：森 - 長萬部間每小時約有1對列車，僅計算普通列車的話，一日僅有6往復。函館 - 五稜郭間有道南漁火鐵道線列車直通，列車數量較多。
砂原支線一日僅有5班上行列車4班以森站為終點，1班前往長萬部，下行則有7班全部開往函館。藤城支線沒有中途站，每日只有3班往函館普通列車經過，這3班列車不停靠新 函館北斗和仁山。

#### 長萬部 - 小樽
本段以小樽為中心，沒有特急列車，所有定期列車均為各停，即使二世谷快車在本區間也停靠所有車站。本段有全區間運行列車，但有一班列車最遠只運行到俱知安，也有只運行小樽 - 余市、然別的區間列車；長萬部方面則從長萬部或蘭越始發終到，區間內小樽 - 倶知安利用最多，每小時大約有1～2班列車，長萬部 - 小樽的全區間列車最少，每日上行僅有3班，下行僅有1班，合計4班。

#### 札幌近郊區間
札幌近郊區間為小樽 - 札幌 - 岩見澤區間，札幌為本段中心，但多數列車越過札幌，普通列車主要起訖站包括小樽、星見、手稻 (小樽方向)，以及江別、岩見澤 (岩見澤方向)。部分普通列車跨越岩見澤，直抵瀧川、旭川，或經過千歲線與室蘭本線通往千歲、新千歲機場、苫小牧的列車，例如：機場號。本段內札幌 - 手稻、札幌 - 江別1小時5~7班列車，距札幌更遠區間列車較少。

#### 岩見澤 - 旭川
過去有普通列車直抵札幌、小樽，現在除了早晚一部分列車外，列車最遠運行到岩見澤，搭乘普通列車往札幌方向大多須在岩見澤換乘。另外多数列车只運行到瀧川，以瀧川為界，瀧川以南普通列車每小時大約有1班列車，瀧川以北普通列車每日僅有8往復。旭川 - 深川之間每日有1對列車與留萌本線直通運轉，

## 車站列表
所有車站都位於北海道內。所有路段都設有車站編號，然而此處不以車站編號順序，而是以函館站起往下行方向記述。車站編號的詳情參見「日本車站編號」。

### 函館－長萬部
所有車站都位於渡島管內。然而，七飯站－大沼站間有下行專用的支線（通稱：藤城線），但沒有設定營業距離，也不設中途站。藤城線是單線非電氣化。
- 車站編號 … ()括弧內：降格為信號場前的車站編號
- 停靠站
  - 普通…停靠所有旅客站。
  - 快速「函館Liner」…●的車站停靠、｜的車站通過。
  - 特急…參見#運行列車的各列車條目
- 軌道 … ∥：複線路段，◇、｜：單線路段（◇為可進行列車交會），∨：此起往下為單線，∧：此起往下為複線

| 電氣化／ 非電氣化 | 車站編號 | 中文站名       | 日文站名 | 英文站名     | 站間營業距離 | 累計營業距離 | 快速函館Liner | 接續路線、備註                                 | 軌道 | 所在地 | 所在地   |
| ----------------- | -------- | -------------- | -------- | ------------ | ------------ | ------------ | ------------- | ---------------------------------------------- | ---- | ------ | -------- |
| 交流電            | H75      | 函館           |          |              | -            | 0.0          | ●             | 函館市電：本線、大森線 …函館站前（DY17）       | ∥    | 函館市 | 函館市   |
| 交流電            |          | （貨）函館貨物 |          |              | 3.4          | 3.4          | ｜            |                                                | ∥    | 函館市 | 函館市   |
| 交流電            | H74      | 五稜郭         |          |              | 3.4          | 3.4          | ●             | 道南漁火鐵道：道南漁火鐵道線                   | ∥    | 函館市 | 函館市   |
| 交流電            | H73      | 桔梗           |          |              | 4.9          | 8.3          | ｜            |                                                | ∥    | 函館市 | 函館市   |
| 交流電            | H72      | 大中山         |          |              | 2.1          | 10.4         | ｜            |                                                | ∥    | 龜田郡 | 七飯町   |
| 交流電            | H71      | 七飯           |          |              | 3.4          | 13.8         | ｜            | 北海道旅客鐵道：藤城線                         | ∨    | 龜田郡 | 七飯町   |
| 交流電            | H70      | 新函館北斗     |          |              | 4.1          | 17.9         | ●             | 北海道旅客鐵道：北海道新幹線                   | ◇    | 北斗市 | 北斗市   |
| 非電氣化          | H69      | 仁山           |          |              | 3.3          | 21.2         |               |                                                | ◇    | 龜田郡 | 七飯町   |
| 非電氣化          | H68      | 大沼           |          |              | 5.8          | 27.0         |               | 北海道旅客鐵道：砂原線、藤城線                 | ◇    | 龜田郡 | 七飯町   |
| 非電氣化          | H67      | 大沼公園       |          |              | 1.0          | 28.0         |               |                                                | ｜   | 龜田郡 | 七飯町   |
| 非電氣化          | H66      | 赤井川         |          |              | 3.7          | 31.7         |               |                                                | ◇    | 茅部郡 | 森町     |
| 非電氣化          | H65      | 駒岳           |          |              | 4.8          | 36.5         |               |                                                | ◇    | 茅部郡 | 森町     |
| 非電氣化          | (H63)    | 姬川信號場     |          | Himekawa     | -            | 44.2         |               |                                                | ◇    | 茅部郡 | 森町     |
| 非電氣化          | H62      | 森             |          |              | 13.0         | 49.5         |               | 北海道旅客鐵道：砂原線                         | ∧    | 茅部郡 | 森町     |
| 非電氣化          | (H60)    | 石谷信號場     |          | Ishiya       | -            | 56.1         |               |                                                | ∥    | 茅部郡 | 森町     |
| 非電氣化          | H58      | 石倉           |          |              | 12.6         | 62.1         |               |                                                | ∥    | 茅部郡 | 森町     |
| 非電氣化          | H57      | 落部           |          |              | 4.0          | 66.1         |               |                                                | ∥    | 二海郡 | 八雲町   |
| 非電氣化          | H56      | 野田生         |          |              | 5.3          | 71.4         |               |                                                | ∥    | 二海郡 | 八雲町   |
| 非電氣化          | H55      | 山越           |          |              | 4.6          | 76.0         |               |                                                | ∥    | 二海郡 | 八雲町   |
| 非電氣化          | H54      | 八雲           |          |              | 5.1          | 81.1         |               |                                                | ∥    | 二海郡 | 八雲町   |
| 非電氣化          | (H53)    | 鷲之巢信號場   |          | Washinosu    | -            | 84.2         |               |                                                | ∨    | 二海郡 | 八雲町   |
| 非電氣化          | H52      | 山崎           |          |              | 7.2          | 88.3         |               |                                                | ∧    | 二海郡 | 八雲町   |
| 非電氣化          | H51      | 黑岩           |          |              | 6.1          | 94.4         |               |                                                | ∨    | 二海郡 | 八雲町   |
| 非電氣化          | (H50)    | 北豐津信號場   |          | Kita-Toyotsu | -            | 98.2         |               |                                                | ∧    | 山越郡 | 長萬部町 |
| 非電氣化          | H49      | 國縫           |          |              | 8.4          | 102.8        |               |                                                | ∥    | 山越郡 | 長萬部町 |
| 非電氣化          | H47      | 長萬部         |          |              | 9.5          | 112.3        |               | 北海道旅客鐵道：函館本線（小樽方向）、室蘭本線 | ∨    | 山越郡 | 長萬部町 |

### 長萬部－小樽
此段除小樽站構內交流電化以外全段非電氣化。
- 累計營業距離由函館起計
- 所有列車停靠所有車站。快速「二世谷快車」（蘭越－札幌間運行）在此段也停靠所有車站
- 軌道（全線單線） … ◇、∨、∧：可進行列車交會，＊：可進行列車交會（交會時只限一方的列車上落客），｜：不可進行列車交會

| 車站編號 | 中文站名 | 日文站名 | 英文站名 | 站間營業距離 | 累計營業距離 | 接續路線                                       | 軌道 | 所在地   | 所在地 | 所在地   |
| -------- | -------- | -------- | -------- | ------------ | ------------ | ---------------------------------------------- | ---- | -------- | ------ | -------- |
| H47      | 長萬部   |          |          | -            | 112.3        | 北海道旅客鐵道：函館本線（函館方向）、室蘭本線 | ∨    | 渡島管內 | 山越郡 | 長萬部町 |
| S32      | 二股     |          |          | 8.6          | 120.9        |                                                | ｜   | 渡島管內 | 山越郡 | 長萬部町 |
| S30      | 黑松內   |          |          | 11.4         | 132.3        |                                                | ◇    | 後志管內 | 壽都郡 | 黑松內町 |
| S29      | 熱郛     |          |          | 8.1          | 140.4        |                                                | ◇    | 後志管內 | 壽都郡 | 黑松內町 |
| S28      | 目名     |          |          | 15.4         | 155.8        |                                                | ＊   | 後志管內 | 磯谷郡 | 蘭越町   |
| S27      | 蘭越     |          |          | 7.6          | 163.4        |                                                | ◇    | 後志管內 | 磯谷郡 | 蘭越町   |
| S26      | 昆布     |          |          | 6.9          | 170.3        |                                                | ｜   | 後志管內 | 磯谷郡 | 蘭越町   |
| S25      | 新雪谷   |          |          | 9.3          | 179.6        |                                                | ◇    | 後志管內 | 虻田郡 | 新雪谷町 |
| S24      | 比羅夫   |          |          | 7.0          | 186.6        |                                                | ｜   | 後志管內 | 虻田郡 | 俱知安町 |
| S23      | 俱知安   |          |          | 6.7          | 193.3        |                                                | ◇    | 後志管內 | 虻田郡 | 俱知安町 |
| S22      | 小澤     |          |          | 10.3         | 203.6        |                                                | ◇    | 後志管內 | 岩內郡 | 共和町   |
| S21      | 銀山     |          |          | 9.8          | 213.4        |                                                | ◇    | 後志管內 | 余市郡 | 仁木町   |
| S20      | 然別     |          |          | 10.7         | 224.1        |                                                | ◇    | 後志管內 | 余市郡 | 仁木町   |
| S19      | 仁木     |          |          | 4.1          | 228.2        |                                                | ｜   | 後志管內 | 余市郡 | 仁木町   |
| S18      | 市       |          |          | 4.4          | 232.6        |                                                | ◇    | 後志管內 | 余市郡 | 余市町   |
| S17      | 蘭島     |          |          | 5.3          | 237.9        |                                                | ◇    | 後志管內 | 小樽市 | 小樽市   |
| S16      | 鹽谷     |          |          | 6.9          | 244.8        |                                                | ◇    | 後志管內 | 小樽市 | 小樽市   |
| S15      | 小樽     |          |          | 7.7          | 252.5        | 北海道旅客鐵道：函館本線（札幌方向）           | ∧    | 後志管內 | 小樽市 | 小樽市   |

### 小樽－旭川
此段為全線複線、交流電氣化。桑園站－札幌站間是三線，往小樽方向的複線與札沼線直通線的單線併設。札幌站－白石站間，往岩見澤方向的複線與千歲線直通線的複線併設，是按方向複複線。
- 累計營業距離由函館起計
- 站名 … （貨）：貨物專用站，◆、◇：貨物處理站（貨物專用站除外。◇沒有定期貨物列車的發着），：特定都區市內制度的「札幌市內」地域車站
- 停靠站
  - 普通…停靠所有旅客車站
  - 快速（「機場」、「二世谷快車」）、區間快速「石狩Liner」、Home Liner…●的車站所有列車停靠，▲的車站只有一部分列車停靠、｜、↓為所有列車通過（↓只限單方向運行）。
    - 區間快速「石狩Liner」…手稻－札幌間、札幌－江別間只限任一方快速運行。手稻站－江別站間全段沒有快速運行。此表基於札幌近郊路線圖 （页面存档备份，存于），如下表記。
      - 石狩Liner C：手稻站－札幌間快速運行，札幌站－江別站間各站停車
      - 石狩Liner D：手稻站－札幌間各站停車，札幌站－江別站間快速運行

    - Home Liner…手稻開往札幌，只限早上運行。週末假日不開行

  - 特急、急行…參見#運行列車的各列車條目

| 車站編號 | 中文站名           | 日文站名 | 英文站名 | 站間營業距離 | 累計營業距離 | 區間快速    | 區間快速    | 快速       | 快速         | Home Liner | 接續路線                                            | 所在地   | 所在地          | 所在地          |
| 車站編號 | 中文站名           | 日文站名 | 英文站名 | 站間營業距離 | 累計營業距離 | 石狩Liner C | 石狩Liner D | 機場       | Niseko Liner | Home Liner | 接續路線                                            | 所在地   | 所在地          | 所在地          |
| -------- | ------------------ | -------- | -------- | ------------ | ------------ | ----------- | ----------- | ---------- | ------------ | ---------- | --------------------------------------------------- | -------- | --------------- | --------------- |
| S15      | 小樽               |          |          | -            | 252.5        | ●           | ●           | ●          | ●            |            | 北海道旅客鐵道：函館本線（長萬部方向）              | 後志管內 | 小樽市          | 小樽市          |
| S14      | 南小樽             |          |          | 1.6          | 254.1        | ●           | ●           | ●          | ●            |            |                                                     | 後志管內 | 小樽市          | 小樽市          |
| S13      | 小樽築港           |          |          | 2.1          | 256.2        | ●           | ●           | ●          | ●            |            |                                                     | 後志管內 | 小樽市          | 小樽市          |
| S12      | 朝里               |          |          | 3.1          | 259.3        | ●           | ●           | ｜         | ｜           |            |                                                     | 後志管內 | 小樽市          | 小樽市          |
| S11      | 錢函               |          |          | 8.8          | 268.1        | ●           | ●           | ｜         | ｜           |            |                                                     | 後志管內 | 小樽市          | 小樽市          |
| S10      | 星見               |          |          | 2.9          | 271.0        | ●           | ●           | ｜         | ｜           |            |                                                     | 石狩管內 | 札幌市          | 手稻區          |
| S09      | 星置               |          |          | 1.6          | 272.6        | ●           | ●           | ｜         | ｜           |            |                                                     | 石狩管內 | 札幌市          | 手稻區          |
| S08      | 稻穗               |          |          | 1.1          | 273.7        | ●           | ●           | ｜         | ｜           |            |                                                     | 石狩管內 | 札幌市          | 手稻區          |
| S07      | 手稻               |          |          | 2.0          | 275.7        | ●           | ●           | ●          | ●            | ●          |                                                     | 石狩管內 | 札幌市          | 手稻區          |
| S06      | 稻積公園           |          |          | 1.3          | 277.0        | ｜          | ●           | ｜         | ｜           | ↓          |                                                     | 石狩管內 | 札幌市          | 手稻區          |
| S05      | 發寒               |          |          | 2.2          | 279.2        | ｜          | ●           | ｜         | ｜           | ↓          |                                                     | 石狩管內 | 札幌市          | 西區            |
| S04      | 發寒中央           |          |          | 1.8          | 281.0        | ｜          | ●           | ｜         | ｜           | ↓          |                                                     | 石狩管內 | 札幌市          | 西區            |
| S03      | 琴似               |          |          | 1.5          | 282.5        | ●           | ●           | ●          | ●            | ↓          |                                                     | 石狩管內 | 札幌市          | 西區            |
| S02      | 桑園               |          |          | 2.2          | 284.7        | ｜          | ●           | ｜         | ｜           | ↓          | 北海道旅客鐵道：札沼線（學園都市線）                | 石狩管內 | 札幌市          | 中央區          |
| 01       | 札幌               |          |          | 1.6          | 286.3        | ●           | ●           | ●          | ●            | ●          | 札幌市營地下鐵： 南北線（N06）、 東豐線（H07）…札幌 | 石狩管內 | 札幌市          | 北區            |
| H02      | 苗穗◇              |          |          | 2.2          | 288.5        | ●           | ｜          | ｜         |              |            |                                                     | 石狩管內 | 札幌市          | 中央区          |
| H03      | 白石               |          |          | 3.6          | 292.1        | ●           | ●           | ▲          |              |            | 北海道旅客鐵道：千歲線〈直通往札幌方向〉            | 石狩管內 | 札幌市          | 白石區          |
|          | （貨）札幌貨物總站 |          | /        | 3.0          | 295.1        | ｜          | ｜          | 千歲線直通 |              |            |                                                     | 石狩管內 | 札幌市          | 白石區          |
| A04      | 厚別               |          |          | 1.4          | 296.5        | ●           | ｜          | 千歲線直通 |              |            |                                                     | 石狩管內 | 札幌市          | 厚別區          |
| A05      | 森林公園           |          |          | 2.0          | 298.5        | ●           | ｜          | 千歲線直通 |              |            |                                                     | 石狩管內 | 札幌市          | 厚別區          |
| A06      | 大麻               |          |          | 2.3          | 300.8        | ●           | ●           | 千歲線直通 |              |            |                                                     | 石狩管內 | 江別市          | 江別市          |
| A07      | 野幌               |          |          | 3.4          | 304.2        | ●           | ●           |            |              |            |                                                     | 石狩管內 | 江別市          | 江別市          |
| A08      | 高砂               |          |          | 1.3          | 305.5        | ●           | ｜          |            |              |            |                                                     | 石狩管內 | 江別市          | 江別市          |
| A09      | 江別               |          |          | 1.8          | 307.3        | ●           | ●           |            |              |            |                                                     | 石狩管內 | 江別市          | 江別市          |
| A10      | 豐幌               |          |          | 6.2          | 313.5        | ●           | ●           |            |              |            |                                                     | 石狩管內 | 江別市          | 江別市          |
| A11      | 幌向               |          |          | 3.2          | 316.7        | ●           | ●           |            |              |            |                                                     | 空知管內 | 岩見澤市        | 岩見澤市        |
| A12      | 上幌向             |          |          | 5.9          | 322.6        | ●           | ●           |            |              |            |                                                     | 空知管內 | 岩見澤市        | 岩見澤市        |
| A13      | 岩見澤             |          |          | 4.3          | 326.9        | ●           | ●           |            |              |            | 北海道旅客鐵道：室蘭本線                            | 空知管內 | 岩見澤市        | 岩見澤市        |
| A14      | 峰延               |          |          | 8.4          | 335.3        |             |             |            |              |            |                                                     | 空知管內 | 美唄市          | 美唄市          |
| A15      | 光珠內             |          |          | 4.5          | 339.8        |             |             |            |              |            |                                                     | 空知管內 | 美唄市          | 美唄市          |
| A16      | 美唄               |          |          | 3.9          | 343.7        |             |             |            |              |            |                                                     | 空知管內 | 美唄市          | 美唄市          |
| A17      | 茶志內◇            |          |          | 4.4          | 348.1        |             |             |            |              |            |                                                     | 空知管內 | 美唄市          | 美唄市          |
| A18      | 奈井江             |          |          | 6.2          | 354.3        |             |             |            |              |            |                                                     | 空知管內 | 空知郡 奈井江町 | 空知郡 奈井江町 |
| A19      | 豐沼               |          |          | 4.7          | 359.0        |             |             |            |              |            |                                                     | 空知管內 | 砂川市          | 砂川市          |
| A20      | 砂川               |          |          | 3.2          | 362.2        |             |             |            |              |            |                                                     | 空知管內 | 砂川市          | 砂川市          |
| A21      | 瀧川◆              |          |          | 7.6          | 369.8        |             |             |            |              |            | 北海道旅客鐵道：根室本線                            | 空知管內 | 瀧川市          | 瀧川市          |
| A22      | 江部乙             |          |          | 8.4          | 378.2        |             |             |            |              |            |                                                     | 空知管內 | 瀧川市          | 瀧川市          |
| A23      | 妹背牛             |          |          | 7.5          | 385.7        |             |             |            |              |            |                                                     | 空知管內 | 雨龍郡 妹背牛町 | 雨龍郡 妹背牛町 |
| A24      | 深川               |          |          | 7.2          | 392.9        |             |             |            |              |            | 北海道旅客鐵道：留萌本線                            | 空知管內 | 深川市          | 深川市          |
| A25      | 納內               |          |          | 7.4          | 400.3        |             |             |            |              |            |                                                     | 空知管內 | 深川市          | 深川市          |
| A27      | 近文◇              |          |          | 18.8         | 419.1        |             |             |            |              |            |                                                     | 上川管內 | 旭川市          | 旭川市          |
| A28      | 旭川               |          |          | 4.0          | 423.1        |             |             |            |              |            | 北海道旅客鐵道：宗谷本線、石北本線、富良野線        | 上川管內 | 旭川市          | 旭川市          |

### 砂原線
所有車站都位於渡島管內。全線非電氣化。
- 普通列車停靠所有旅客站。
- 軌道（全線單線）… ◇：可進行列車交會、｜：不可進行列車交會

| 車站編號 | 中文站名     | 日文站名 | 英文站名    | 站間營業距離 | 累計營業距離 | 接續路線                         | 軌道 | 所在地 | 所在地 |
| -------- | ------------ | -------- | ----------- | ------------ | ------------ | -------------------------------- | ---- | ------ | ------ |
| H68      | 大沼         |          |             | -            | 0.0          | 北海道旅客鐵道：函館本線、藤城線 | ◇    | 龜田郡 | 七飯町 |
| (N69)    | 銚子口信號場 |          | Chōshiguchi | -            | 6.8          |                                  | ◇    | 龜田郡 | 七飯町 |
| N68      | 鹿部         |          |             | 14.6         | 14.6         |                                  | ◇    | 茅部郡 | 鹿部町 |
| N67      | 渡島沼尻     |          |             | 5.4          | 20.0         |                                  | ◇    | 茅部郡 | 森町   |
| N66      | 渡島砂原     |          |             | 5.3          | 25.3         |                                  | ◇    | 茅部郡 | 森町   |
| N65      | 掛澗         |          |             | 3.7          | 29.0         |                                  | ◇    | 茅部郡 | 森町   |
| N64      | 尾白內       |          |             | 2.9          | 31.9         |                                  | ｜   | 茅部郡 | 森町   |
| N63      | 東森         |          |             | 1.6          | 33.5         |                                  | ｜   | 茅部郡 | 森町   |
| H62      | 森           |          |             | 1.8          | 35.3         | 北海道旅客鐵道：函館本線         | ◇    | 茅部郡 | 森町   |

### 藤城線
- 所有車站都位於龜田郡七飯町
- 此段為全線單線、非電氣化
- 所有車站都可以進行列車交會
- 此段並沒有定期旅客列車行駛

| 車站編號 | 中文站名 | 日文站名 | 英文站名 | 接續路線、備註                   |
| -------- | -------- | -------- | -------- | -------------------------------- |
| H68      | 大沼     |          |          | 北海道旅客鐵道：函館本線、砂原線 |
| H71      | 七飯     |          |          | 北海道旅客鐵道：函館本線         |

### 廢除路段
貨物支線
小樽築港站－濱小樽站（3.2公里）：1984年2月1日廢除。
桑園站－札幌市場站（1.6公里）（札幌市場線）：1978年10月2日廢除。
白石站－東札幌站（3.0公里）：1986年11月1日廢除。
東札幌站－月寒站（2.7公里）：1973年9月10日自千歲線（舊線）編入。1976年10月1日廢除。
近文站－旭川大町站（2.9公里）：1978年10月2日廢除。
南美唄支線
美唄站－南美唄站（3.0公里）：1973年9月9日廢除。曾是貨物線，一段時期更上下客。
上砂川支線
砂川站－下鶉站－鶉站－東鶉站－上砂川站（7.3公里）：1994年（平成6年）5月16日廢除。
舊線
納內站－神居古潭站－春志內信號場－伊納站：切換新線後的1969年9月30日廢除。

### 曾經是旅客車站的信號場
- 銚子口信號場：舊、銚子口站（N69）。2022年3月12日停止客運。
- 姬川信號場：舊、姬川站（H63）。2017年3月4日停止客運。
- 石谷信號場：舊、石谷站（H60）。2022年3月12日停止客運。
- 鷲之巢信號場：舊、鷲之巢站（H53）。2016年3月26日停止客運。
- 北豐津信號場：舊、北豐津站（H50）。2017年3月4日停止客運。

### 廢站、廢除信號場
位於廢除路段上除外。括弧內為營業距離。
- 龜田站（日语：亀田駅 (北海道)）：1908年（明治41年）5月1日貨物站化。1909年（明治42年）9月26日休止。1911年（明治44年）9月1日廢除。函館站－五稜郭站間（函館起計0.8公里）。
- 熊之湯信號場（日语：熊の湯信号場）：1966年10月1日廢除。仁山站－大沼站間（函館起計22.5公里）。
- 小沼信號場（日语：小沼信号場）：1948年7月1日廢除。仁山站－大沼站間（函館起計24.9公里）。
- 池田園站（N71）：2022年3月12日廢站。大沼站～鹿部站之間（函館起計30.4公里）。
- 流山溫泉站（N70）：2022年3月12日廢站。大沼站～鹿部站之間（函館起計32.6公里）。
- 新本別站（日语：新本別駅） ：1949年8月1日廢除。銚子口站－鹿部站間（營業距離不詳）。
- 東山站（H64）：2017年（平成29年）3月4日廢除。駒岳站－姬川站（現・姬川信號場）站間（函館起計40.1公里）。
- 森川信號場（日语：森川信号場）：1945年（昭和20年）12月1日廢除。姬川站－森站間（函館起計46.1公里）。
- 桂川站（H61）：2017年3月4日廢除。森站－石谷站間（函館起計52.2公里）。
- 本石倉站（H59）：2022年3月12日廢站。森站－石倉站間（函館起計60.0公里）。
- 中之澤站（H48）：2024年3月17日廢站。國縫站－長萬部站間（函館起計107.7公里）。
- 蕨岱站（S31）：2017年（平成29年）3月4日廢除。二股站－黑松內站間（函館起計126.9公里）。
- 上目名站（日语：上目名駅）：1984年（昭和59年）3月31日廢除。熱郛站－目名站間（函館起計147.6公里）。
- 山道站（日语：山道駅）：1904年（明治37年）7月18日廢除。銀山站－然別站間（營業距離不詳）。存在於稻穗隧道的東口。
- 張碓站（日语：張碓駅）：1990年（平成2年）9月1日臨時站化。1998年（平成10年）7月1日通年休止。2006年（平成18年）3月18日廢除。朝里站－錢函站間（函館起計262.9公里）。
- 北五條臨時乘降場（日语：北五条仮乗降場）：1908年（明治41年）8月17日廢除。
- 競馬場前臨時乘降場（日语：競馬場前仮乗降場）：1924年（大正13年）6月1日廢除。
- 東岡信號場（日语：東岡信号場）：1923年（大正12年）12月17日廢除。岩見澤站－峰延站間。
- 空知太信號場（日语：空知太信号場）：1956年（昭和31年）10月20日臨時乘降場化。砂川站－瀧川站間（函館起計367.0公里）。
- 深澤信號場（日语：深沢信号場）：1966年（昭和41年）9月27日廢除。瀧川站－江部乙站間（函館起計374.1公里）。
- 伊納站（A26）：2021年3月13日廢站，納內站 - 近文站間（413.0公里） 。

### 過去的接續路線
- 函館站：青函航路（青函連絡船） - 1988年（昭和63年）3月13日廢除
- 五稜郭站：函館市電…五稜郭站前停留場 - 1978年（昭和53年）11月1日廢除
- 大沼站（現在的大沼公園站）：大沼電鐵（日语：大沼電鉄） - 1945年（昭和20年）1月31日廢除
- 銚子口站：大沼電鐵…新銚子口站 - 1952年（昭和27年）12月25日廢除
- 森站：渡島海岸鐵道（日语：渡島海岸鉄道） - 1945年（昭和20年）1月25日廢除
- 國縫站：瀨棚線 - 1987年（昭和62年）3月16日廢除
- 黑松內站：壽都鐵道線 - 1972年（昭和47年）5月11日批准廢除
- 俱知安站：膽振線 - 1986年（昭和61年）11月1日廢除
- 小澤站：
  - 岩內線 - 1985年7月1日廢除
  - 岩內馬車鐵道（日语：岩内馬車鉄道） - 1912年5月11日廢除
- 余市站：余市臨港軌道（日语：余市臨港軌道） - 1940年7月25日廢除
- 南小樽站：手宮線（貨物線） - 1985年11月5日廢除
- 手稻站：輕石軌道 - 1940年10月23日廢除
- 桑園站：札幌市電（桑園線）…桑園站前停留場 - 1960年6月1日廢除
- 札幌站：
  - 札幌市電（西4丁目線、北5條線、鐵北線）…札幌站前停留場 - 1971年10月1日 北5條線廢除、1971年12月16日 鐵北線 札幌站前－北24條間、西4丁目線 札幌站前－三越前間廢除
  - 札幌軌道（日语：札幌軌道） - 1935年3月15日廢除
- 苗穗站：
  - 定山溪鐵道（日语：定山渓鉄道線） - 1969年11月1日廢除
  - 札幌市電（苗穗線） - 1971年10月1日廢除
- 白石站：定山溪鐵道 - 1945年3月1日 白石－東札幌間廢除
- 野幌站：夕張鐵道（日语：北海道炭礦汽船夕張鉄道線） - 1975年4月1日廢除
- 岩見澤站：幌內線 - 1987年7月13日廢除
- 美唄站：美唄鐵道（日语：三菱鉱業美唄鉄道線） - 1972年6月1日廢除
- 砂川站：歌志內線 - 1988年4月25日廢除
- 深川站：深名線 - 1995年9月4日廢除
- 旭川站：
  - 旭川市街軌道（日语：旭川市街軌道） - 1956年6月9日廢除
  - 旭川電氣軌道（貨物線） - 1973年1月1日廢除

## 未來
伴隨整備新幹線--北海道新幹線第二期（新函館北斗-札幌）動工，本線函館＝札幌區間成為並行在來線。除了小樽-札幌區間因為是札幌都市圈的一部份，以及運行系統需求之故由JR北海道繼續經營外，函館＝小樽預定自JR北海道分離。
函馆-新函馆北斗区间预计将会第三部门化以维持函馆市内通勤和乘搭新干线的需求；新函馆北斗＝長萬部區間JR北海道無經營意願，且沿线自治体同意巴士代行，但為了維持本州與北海道貨物列車運行，JR貨物考慮接手，但客運業務可能停止，原本行駛本區間與室蘭本線的優等列車將縮短成只在室蘭本線內行駛。長萬部＝小樽間除了余市町乘客較多，其餘路段旅客不足。考慮到維持鐵道將產生巨額赤字，2022年2月，在沿線地方自治體協議後，同意長萬部＝余市町區間轉換為巴士行駛，然而余市町=小樽區間受余市町持不同意见，但同年3月沿線自治体達成最終協議，確定長萬部＝小樽間完全廢線，並開行代行巴士。
整個計畫將在北海道新幹線新函館北斗＝札幌區間開業之際 (約2031年)實行。長萬部＝小樽間140.2公里廢線，將是1997年10月1日北陸新幹線長野段通車，導致信越本線横川 - 輕井澤廢線後，第二次因為整備新幹線通車，導致的在來線廢線。

## 延伸閱讀

### 書籍
- 石野哲（編集長）. . JTBパブリッシング. 1998-09-19. ISBN 978-4-533-02980-6. ISBN 4-533-02980-9.
- 矢野直美（著）. . 北海道新聞社. 2001-08. ISBN 978-4-89453-161-1. ISBN 4-89453-161-5.
- 田中和夫（監修）. . 上巻 国鉄・JR線. 北海道新聞社（編集）. 2002-07-15: 4–45,114–123,190–193,200–205,212–219,311–319頁. ISBN 978-4-89453-220-5. ISBN 4-89453-220-4.
- 田中和夫（監修）. . 下巻 SL・青函連絡船他. 北海道新聞社（編集）. 2002-12-05: 156–203,222–225頁. ISBN 978-4-89453-237-3. ISBN 4-89453-237-9.
- 今尾惠介（監修）. . 新潮「旅」ムック 1号・北海道. 新潮社. 2008-05-17. ISBN 978-4-10-790019-7. ISBN 4-10-790019-3.
- 今尾惠介・原武史（監修）. 日本鉄道旅行地図帳編集部（編集） , 编. . 新潮「旅」ムック 1号・北海道. 新潮社. 2010-05-18. ISBN 978-4-10-790035-7. ISBN 4-10-790035-5.
- ジェー・アール・アール（編集・制作）.  36. 交通新聞社. 2016-06-14: 4–5,8–10頁. ISBN 978-4-330-68916-6. ISBN 4-330-68916-2.

### 雜誌
- 鉄道ピクトリアル (電気車研究会). 1965-11, 15 (第11号（通巻177号）): 78. ISSN 0040-4047. 缺少或|title=为空 (帮助)
- 上砂川町史編纂委員会. 新上砂川町史 (上砂川町). 1988-03: 1521頁. 缺少或|title=为空 (帮助)
- 鉄道ファン (交友社). 1995-08-01, 35 (第8号（通巻412号）): 56・63頁. 缺少或|title=为空 (帮助)